# Котле, Гийом
Гийом Котле́ (фр. Guillaume Costeley; около 1530/1531, Понт-Одеме, Нормандия — 1 февраля 1606, Эврё) — французский композитор и органист.

## Биография
Сведений о музыкальном образовании Котле не сохранилось. Жил в Париже с начала 1550-х годов, в 1560 году был назначен придворным органистом короля Карла IX, исполнял также обязанности его камердинера. В 1570 году выпустил собрание своих произведений, включающее почти все известные его сочинения. В том же году Котле вошёл в состав Академии поэзии и музыки, созданной по инициативе Ж. А. де Баифа, высоко чтившего Котле и посвятившего ему ряд стихотворений. В дальнейшем, однако, Котле мало работал при дворе, проводя бо́льшую часть времени в собственном доме в Эврё, купленном на доход от придворной карьеры; в 1581 году он получил должность городского сборщика королевских налогов. В 1587 году Котле официально вышел в отставку. В 1597 году ему было присвоено почётное звание королевского советника (фр. Conseiller du Roy).
Основу творческого наследия Котле составляют французские многоголосные песни (шансон). Их сохранилось немногим более 100 (104 вошли в сборник 1570 года; новейшее издание 2009 года включает ещё три дополнительно). Известны также три мотета Котле и фантазия для органа (сохранилась во фрагментах). Многие шансон Котле написаны на стихи Пьера Ронсара, в том числе пользовавшаяся широкой известностью «Mignonne, allons voire, si la rose» («Малютка, пойдём взглянем на розу»). Котле также известен как автор экспериментальной шансон в микрохроматической технике «Seigneur Dieu ta pitié», которую, как считается, он написал под впечатлением аналогичных экспериментов итальянца Н. Вичентино. В целом же звуковысотная система Котле достаточно традиционна и вполне соответствует господствовавшему тогда стилю.